# Iglesia de Nuestra Señora de los Reyes (Grijalba)
La iglesia-fortificación de Nuestra Señora de los Reyes es un templo medieval del municipio burgalés de Grijalba, en Castilla y León (España). Fue declarado Bien de Interés Cultural en 1983.

## Descripción
Construida en el siglo XIII sobre un antiguo templo, quizás fundado por Alfonso VII, es uno de los ejemplos más notables del gótico rural español. Al igual que otros templos castellanos, fue diseñado también como fortaleza para protegerse de un posible ataque.
Consta de tres naves con planta de cruz latina y tripe ábside poligonal. En el interior destacan sus bóvedas de crucería, donde se deja ver la influencia del cercano monasterio de las Huelgas y de la Catedral de Burgos. A los pies de la nave se levanta una torre almenada. Alberga numerosos retablos barrocos, siendo el principal el del altar mayor, el cual está calado en su ático para dejar pasar la luz a través de los ventanales del templo. Uno de los retablos custodia un grupo escultórico del siglo XIV de Santa Ana, la Virgen y el Niño. Destaca también la pila bautismal románica y las espléndidas vidrieras de los siglos XV y XVI.
El exterior es de un aspecto severo, roto por la decoración del rosetón, dos puertas abocinadas con numerosas arquivoltas sobre elaborados capiteles (la principal, de acceso al templo, es la del crucero) y la presencia de vanos apuntados. Un camino de ronda almenado discurre sobre las naves laterales, confirmando su función defensiva. La voluminosa torre con espadaña cuenta con un imponente arco apuntado ciego, ya que no da acceso al templo. También destacan las gárgolas repartidas por el edificio. La iglesia da nombre al pueblo: iglesia del alba.